# Premiul Soljenițîn
Premiul Soljenițîn este un premiu literar oferit de o organizație non-guvernamentală rusă stabilită de către scriitorul rus Aleksandr Soljenițîn în 1997.
Premiul de 25.000 este acordat pentru "lucrări în care necazurile din viața rusă sunt afișate cu o rară puritate morală și cu un sentiment de tragedie, pentru liniaritate și statornicie în căutarea adevărului".

## Laureații
- 1998 — Vladimir Toporov
- 1999 — Inna Lisnianskaya
- 2000 — Valentin Rasputin
- 2001 — Konstantin Vorobyov (postum), Evgheni Nosov
- 2002 — Aleksandr Panarin, Leonid Borodin
- 2003 — Olga Sedakova, Yuri Kublanovskij
- 2004 — Vladimir Bortko, Yevgeny Mironov
- 2005 — Igor Zolotussky
- 2006 — Alexei Varlamov
- 2007 — Serghei Bocharov, Andrei Zaliznyak
- 2008 — Boris Ekimov
- 2009 — Viktor Astafyev (postum)
- 2010 — Valentin Yanin
- 2011 — Elena Chukovskaya[3]
- 2012 — Oleg Pavlov[4]
- 2013 — Maxim Amelin
- 2014 — Irina Podnyanskaya
- 2015 — Serghei Zhenovach[5]
- 2016 — Grigoriy Kruzhkov[6]
- 2017 — Vladimir Enisherlov (ru: Енишерлов, Владимир Петрович)
- 2018 — Sergey Lyubayev (ru: Любаев, Сергей Викторович), Victor Britvin (ru: Бритвин, Виктор Глебович)
- 2019 — Evgheni Vodolazkin
- 2020 — Natalya Mikhailova (ru: Михайлова, Наталья Ивановна)